# Мараини, Дача

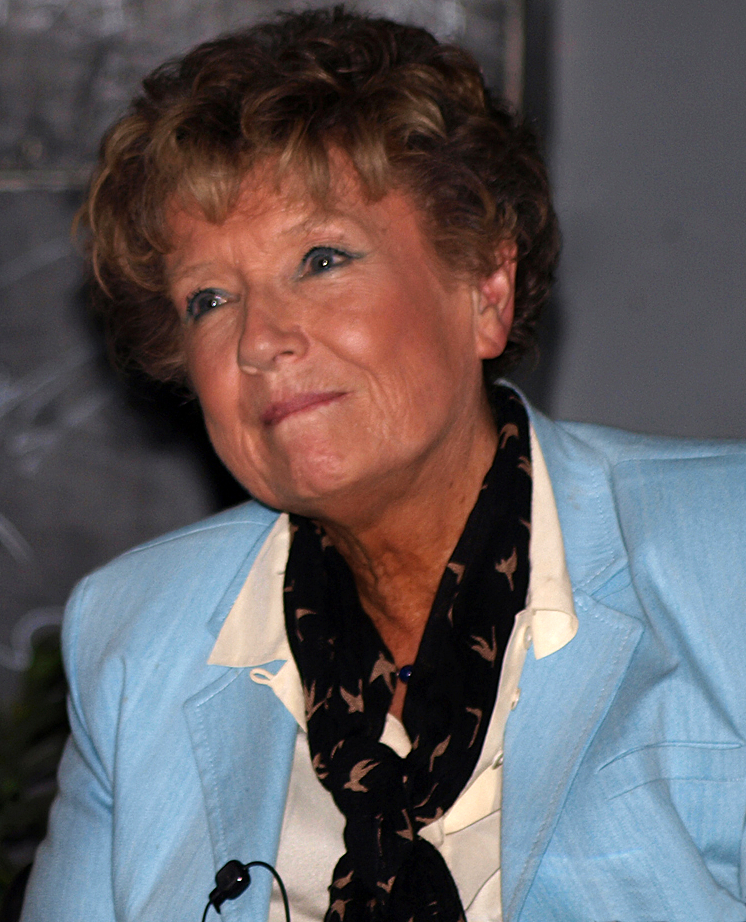
Дачия Мараини, 2012

Дача Мараини (итал. Dacia Maraini; род. 13 ноября 1936, Фьезоле) — итальянская писательница, принадлежащая к «поколению тридцатых годов», кавалер Большого креста ордена «За заслуги перед Итальянской Республикой», одна из известнейших представительниц итальянской литературы XX века.

## Биография
Дочь сицилийской княгини Топации Аллиаты (1913—2015) и японоведа Фоско Мараини (1912—2004).
Известность ей принесла книга «Возраст недомогания», за которую она в 1962 году получила премию «Форментор», когда ей было немногим больше 20 лет.
Поставила как театральный режиссёр на сцене собственную пьесу-монтаж.
Была гражданской женой классика итальянской литературы Альберто Моравиа. В 1967 году вместе с Моравиа совершает поездку в Японию, Корею и Китай. 
Поставила по собственному сценарию по рассказу Моравиа в качестве режиссёра фильм «Супружеская любовь» (1970). Съёмки фильма велись на Сицилии, на натуре в Багерии, где провёл детство и молодость художник Ренато Гуттузо, на старинной вилле, принадлежащей её бабке, княгине Аллиата ди Салапарута и на вилле Палагония, воспетой Гёте. Несмотря на бесспорную популярность писателя и участие в фильме «звёзд» — Томаса Милиана и Маши Мериль (с успехом снимавшейся у Годара) — фильм имел ограниченный прокат. Кинокритик Ростислав Юренёв считает фильм слабым:
Горькую и тонкую иронию рассказа о журналисте, бросившем работу, уединившемся в родной сицилийской деревне и даже отказавшемся от любовных отношений с молодой женой — всё во имя сочинения романа, — начинающему режиссёру не удалось передать. Фильм вышел вялым, растянутым. Мысль о том, что творчество не может быть оторвано от жизни, декларируется, но не вытекает из действия и характеров персонажей.
Редактировала и сократила на 30 минут фильм «Солярис» для проката в Италии, без ведома самого режиссёра, Андрей Тарковский был неприятно удивлён этим фактом и считал его причиной провала фильма в итальянском прокате.
Её постоянно не жалуют критики. Заняла феминистскую позицию, боролась за экологические идеалы. Её книга рассказов «Тьма» (Вuio), удостоенная в 1999 году премии Стрега, рассказывает о проблемах детей — жертв сексуализированного насилия.

## Произведения

### Романы
- La vacanza (1962)
- L’età del malessere (1963)
- A memoria (1967)
- Memorie di una ladra (1972) — по нему снят фильм «Тереза — воровка»
- Donna in guerra (1975)
- Lettere a Marina (1981)
- Il treno per Helsinki (1984)
- Isolina (1985)
- La lunga vita di Marianna Ucrìa (1990) — Премия Кампьелло
- Bagheria (1993)
- Voci (1994)
- Dolce per sé (1997)
- La nave per Kobe (2001)
- Colomba (2004)
- Il gioco dell’universo — Dialoghi immaginari tra un padre e una figlia (2007)
- Il treno dell’ultima notte (2008)

### Рассказы
- Mio marito, (1968)
- L’uomo tatuato, (1990)
- La ragazza con la treccia, (1994)
- Mulino, Orlov e il gatto che si crede pantera, (1995)
- Buio, (1999) — Премия Стрега
- Un sonno senza sogni, (2006) — Drago Edizioni
- Ragazze di Palermo, (2007) — Corriere della Sera (Corti di Carta)

### Рассказы для детей
- Storie di cani per una bambina, (1996)
- La pecora Dolly, (2001)

### Стихи
- Crudeltà all’aria aperta, (1966)
- Donne mie, (1974)
- Mangiami pure, (1978)
- Dimenticato di dimenticare, (1984)
- Viaggiando con passo di volpe, (1991)
- Se amando troppo, (1998)

### Очерки
- La bionda, la bruna e l’asino, (1987)
- Cercando Emma, (1993)
- Un clandestino a bordo, (1996)
- I giorni di Antigone — Quaderno di cinque anni, (2006)
- Sulla mafia — Piccole riflessioni personali, (2009)

### Интервью
- E tu chi eri?, (1973)
- Storia di Piera, (1980)
- Il bambino Alberto, (1986)
- Piera e gli assassini, (2003)